# سازمان‌های تحت ریاست فرح پهلوی

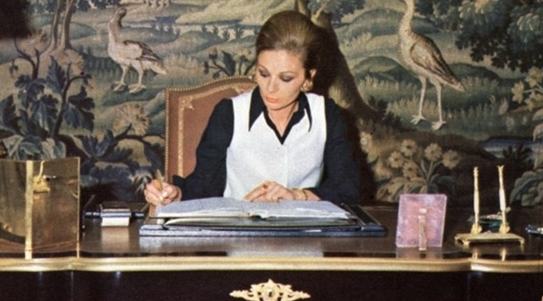
فرح پهلوی در دفتر خود در تهران ۱۳۵۴

فرح پهلوی ریاست شماری از سازمان‌های پزشکی، فرهنگی، ورزشی، آموزشی و رفاه اجتماعی را بر عهده گرفت. دفتر مخصوص شهبانو فرح پهلوی تا سال ۱۳۵۷ دارای چهل کارمند و چهار بخش بود که عبارت بودند از: بخش آموزش و پرورش، بخش بهداشت و درمان، بخش رفاه اجتماعی و بخش فرهنگ و هنر.
وی همچنین در برنامه‌ریزی جشن‌های ۲۵۰۰ ساله شاهنشاهی ایران شرکت داشت. در چهارچوب برنامه‌ریزی این جشن‌ها ۳۵۰۰ دبستان در سرتاسر کشور با اعانه‌های شخصی ساخته شد و برج آزادی در تهران بر پا شد. در مرحله‌های آغازین پروژه جشن‌های شاهنشاهی در ساختار بنیادی کشور سرمایه‌گذاری گسترده‌ای انجام گرفت که می‌توان ساختن راه‌ها، شبکه‌های ارتباطی از راه دور، فرودگاه‌ها، پخش سراسری برنامه‌های تلویزیونی، هتل‌ها و جهانگردی و گردشگری را نام برد.

## بهداشت و درمان

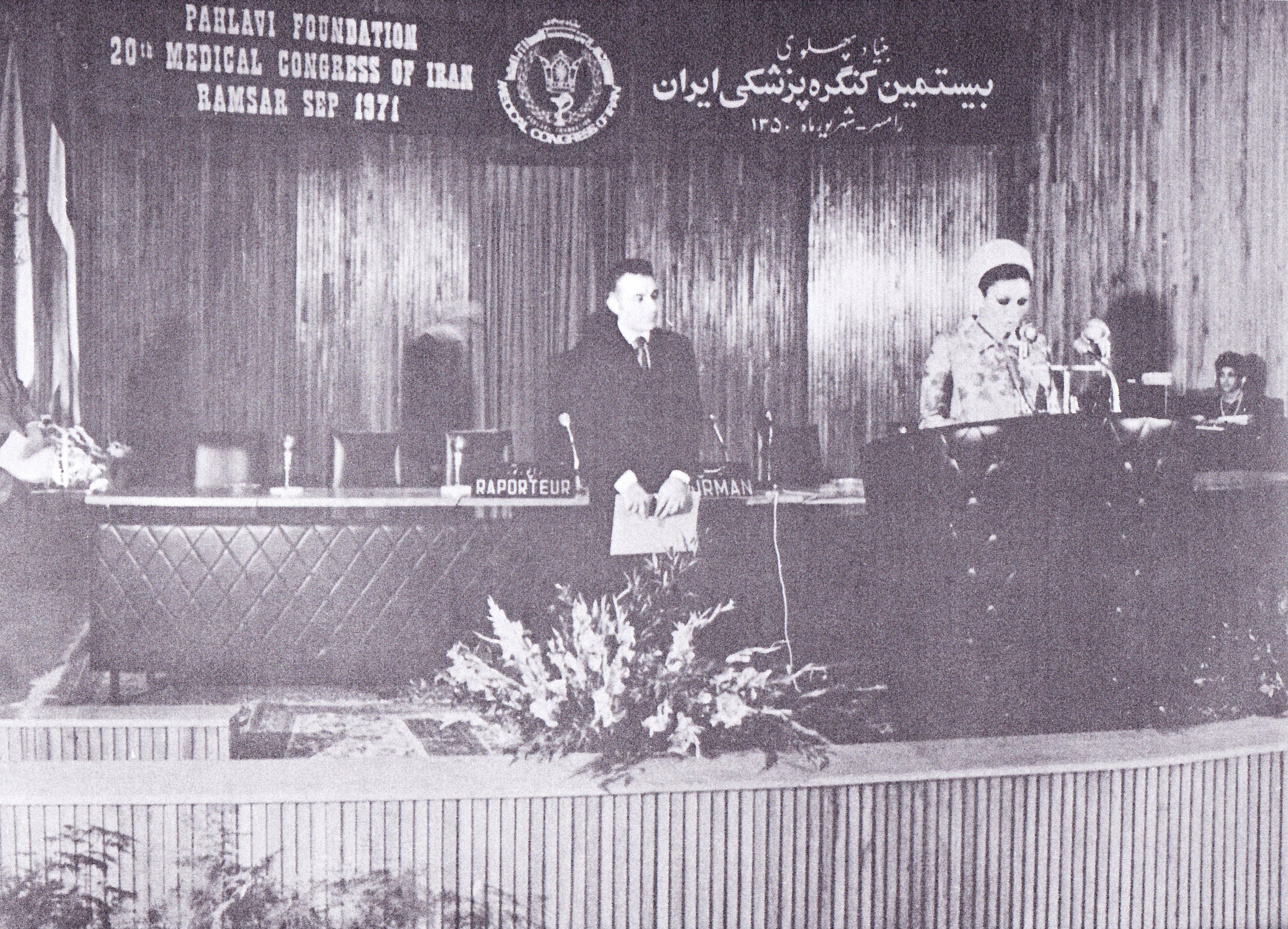
فرح پهلوی بیستمین کنگره پزشکی رامسر سال ۱۳۵۰را می‌گشاید

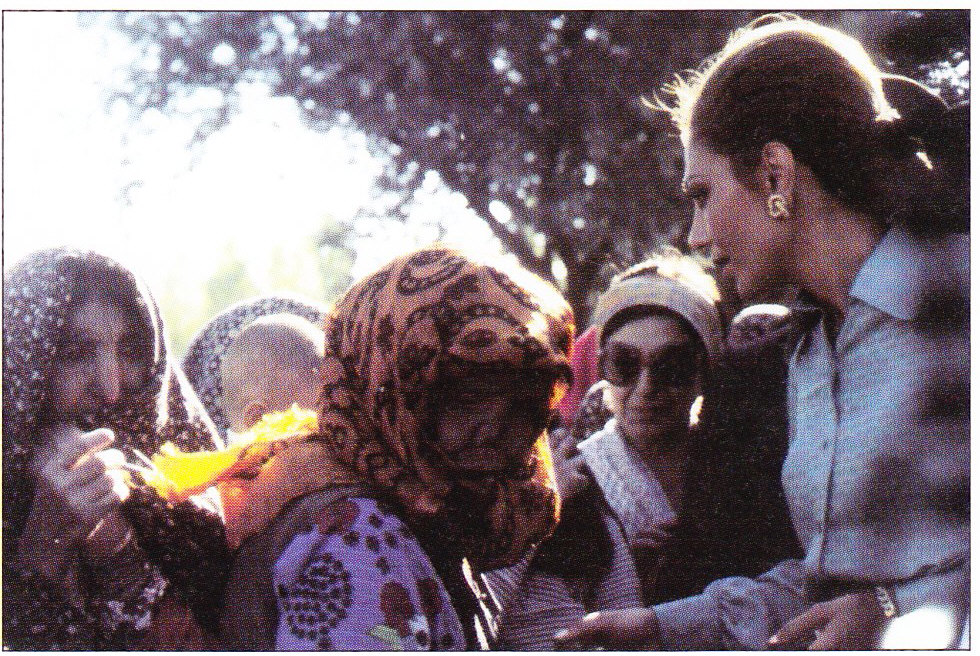
فرح پهلوی از جذام خانه "بابا باغی" بازدید می‌کند

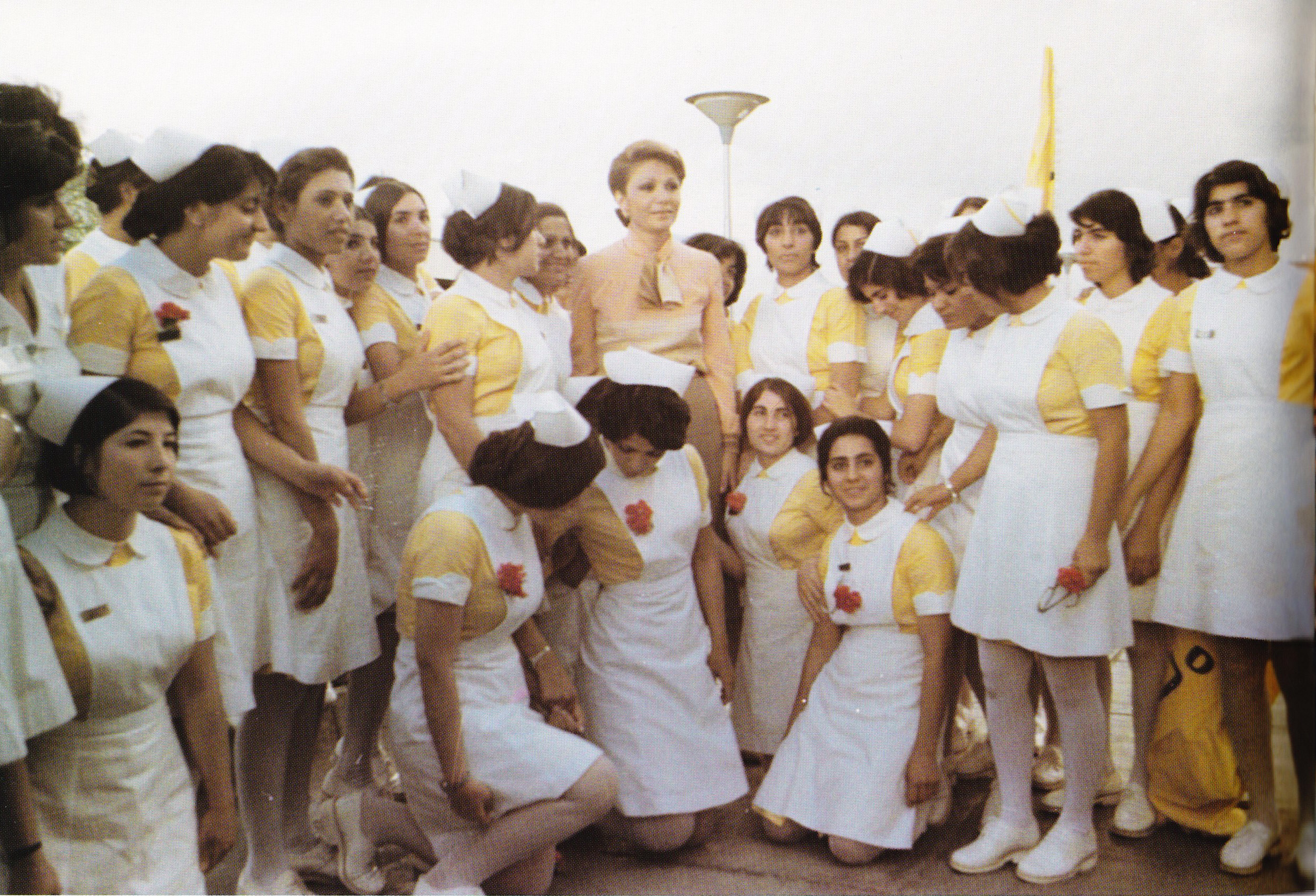
فرح پهلوی در بازدید با پرستاران بیمارستان کرمانشاه

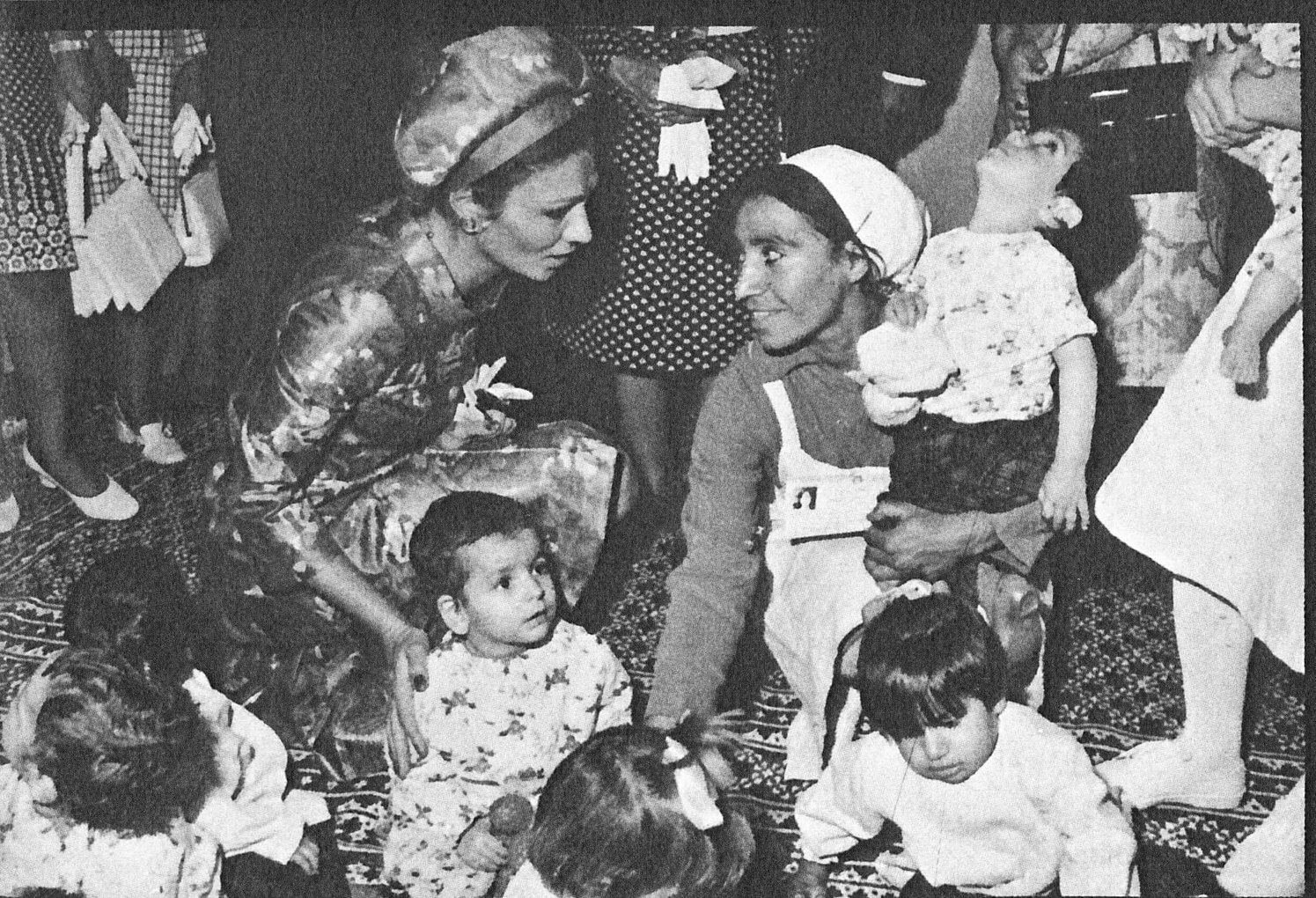
فرح پهلوی از پرورشگاهی در کرمان دیدن می‌کند

جمعیت خیریه فرح پهلوی: جمعیت خیریه فرح پهلوی که در سال ۱۳۱۹ با عنوان "جمعیت خیریه پهلوی" تحت ریاست فوزیه پهلوی تاسیس شد، سازمان غیرانتفاعی است که در سال ۱۳۳۲ بنیاد شد. ریاست این جمعیت با فرح پهلوی بود. جمعیت خیریه فرح پهلوی در دو بخش فعالیت دشت؛ بخش بهداشت و تغذیه و بخش آموزش و پرورش حرفه‌ای کودکان. فعالیت‌های جمعیت خیریه فرح پهلوی در بهداشت و تغذیه کودکان در ایجاد شیرخوارگاه‌ها و مهد کودک‌ها می‌باشند. فعالیت‌های جمعیت در آموزش و پرورش دست در دست اصل ششم انقلاب شاه و مردم و سپاه دانش به آموزش و پرورش کودکان، نوجوانان، و جوانان کشور می‌پردازد که شامل شبانه‌روزی‌ها، اردوگاه‌های نیاوران و شهسوار، کانون کارکنان جوان، آموزشگاه‌های حرفه‌ای، آموزشگاه‌های کودکیاری، دادن بورس تحصیلی است.
بنگاه حمایت مادران و نوزادان: بنگاه در سال ۱۳۱۹ و به کوشش ملکه فوزیه بنیانگذاری شد. از سال ۱۳۳۸ به گسترش فعالیت‌های خود به سبب نیازهای روزافزون خانواده‌های کم درآمد می‌کوشید. ریاست عالیه این بنگاه را فرح پهلوی بر عهده داشت. از آغاز انقلاب شاه و مردم تا پایان دهه نخستین آن اقدامات دیگری در زمینه‌های مختلف پزشکی و درمانی و بهداشتی اجتماعی و نیز آموزشی و تربیتی داشته که همه آن‌ها به‌طور رایگان در راه حفظ مادران و نوزادان قرار می‌گرفت. بنگاه حمایت مادران و نوزادان از سال ۱۳۴۲ و ۱۳۴۳ گام‌های بلندی در پشتیبانی از مادران و نوزادان برداشت که ایجاد زایشگاه‌های مدرن و رایگان در شهرهای دور دست و روستاهای دور و نزدیک و هم چنین ایجاد آموزشگاه‌های مامایی و آموزشگاه‌های بهیاری است.
انجمن ملی حمایت کودکان:انجمن در سال ۱۳۳۱ در ایران بنیان نهاده شد و ریاست عالیه آن با فرح پهلوی بود. هدف این انجمن آموزش کادر فنی مورد نیاز سازمان‌های بهداشتی و تربیت افراد دانش‌آموخته و کار آزموده برای خدمت در سازمان‌های ویژه آموزش کودکان است. فعالیت‌های این انجمن در سه بخش بود: آموزش، تغذیه کودکان و بخش ویژه برای نگهداری و آموزش کودکان عقب مانده.
کنگره پزشکی ایران: کنگره زیر نظر بنیاد پهلوی در سال ۱۳۳۱ بنیان نهاده شد تا دربارهٔ امراض و بیماری‌های بومی کشور به پژوهش و مشاوره علمی به پردازد و راه‌حل‌هایی برای مبارزه اساسی و عملی با این بیماری‌ها پیدا کند. این کمیته همه ساله در رامسر به ریاست عالیه فرح پهلوی برگزار می‌شد. هر سال بین ده تا بیست نفر از استادها و متخصصین خارجی در کنگره پزشکی ایران شرکت می‌جستند و با ایراد سخنرانی‌های گوناگون علمی و بیان تجربه‌ها و پژوهش‌های شخصی کنگره را در جریان آخرین پیشرفت‌های جهان پزشکی قرار می‌دادند. کنگره پزشکی ایران مقام شایانی در جوامع پزشکی بین‌المللی باز کرده بود.
جمعیت کمک به جذامیان: ریاست عالیه جمعیت کمک به جذامیان را فرح پهلوی، در چهار چوب مسئولیت‌های وی به عنوان شهبانوی ایران پذیرفت. جمعیت کمک به جذامیان فعالیت‌های گوناگونی در زمینه پزشکی و درمان و رفاه جذامیان بر عهده داشت و جمعیت کمک به جذامیان سال‌ها توسط  عبدالحسین راجی که در سال ۱۲۸۱ زاده شد و در تاریخ ۱۳۵۱ در گذشت اداره می‌شد. این جمعیت بهکده راجی را بنیان کرد.
بنیاد ایرانی بهداشت جهانی: بنیاد بهداشت جهانی در سال ۱۳۴۸ بنیان‌گذارده شد و ریاست عالیه آن با فرح پهلوی می‌باشد. هدف‌های این بنیاد کمک به سازمان‌های بهداشتی و تحقیقاتی موجود است: بررسی و برگزیدن پروژه‌های بهداشتی و هماهنگی آن با اقدامات دولت و سازمان جهانی بهداشت در ژنو و سایر سازمان‌های بهداشتی بین‌المللی؛ جلب پشتیبانی معنوی و مادی سازمان‌ها، کمپانی‌های خصوصی، بازرگانی و صنعتی و افراد ایرانی و خارجی؛ بررسی سختی‌ها و بیماری‌های ناشی از صنعتی شدن کشور برای جلب کمک‌های گوناگون از سازمان‌های دولتی و خصوصی و آخرین هدف برگزیدن سازمان‌های معتبر برای اجرای پروژه‌های مورد نیاز و پرداخت هزینه‌ها و سرپرستی انجام آن.
جمعیت حمایت آسیب‌دیدگان از سوختگی: جمعیت حمایت آسیب دیدگان از سوختگی در سال ۱۳۴۴ برای حمایت و تأمین نیازمندی‌های بهداشتی و درمانی کسانی که بر اثر سوانح سوختگی آسیب می‌بینند بنیان شد. ریاست عالیه این جمعیت با فرح پهلوی می‌باشد. جمعیت در زمینه‌های پیشگیری، درمان، پژوهش فعالیت دارد. جمعیت حمایت آسیب دیدگان از سوختگی از آغاز بنیان همه کوشش خود را در راه ساختن بیمارستان مجهزی نمود که این بیمارستان از سال ۱۳۵۱ آماده بهره‌برداری شد. جمعیت حمایت آسیب‌دیدگان از سوختگی شمار بسیاری پروژه‌های پژوهشی، آموزشی و درمانی را برنامه‌ریزی کرده‌است.
جمعیت ملی مبارزه با سرطان: جمعیت ملی مبارزه با سرطان در فروردین سال ۱۳۴۶ بنیان شد. جمعیت ملی مبارزه با سرطان برای ایجاد و گسترش مرکزهای تشخیص، درمان و شیمی درمانی کسانی که به بیماری چنگال دچار شده‌اند فعالیت می‌کند. هم چنین در ایجاد آسایشگاه‌های ویژه بیماران سرطانی و آموزش همگانی، تخصصی و فنی در چهار چوب اساس‌نامه جمعیت فعالیت دارد.
جمعیت طرفداران مرکز طبی کودکان: به ریاست عالیه فرح پهلوی در سال ۱۳۴۰ بنیان شد. سازمان این جمعیت از شورای عالی، هیئت مدیره و بازرس عالی تشکیل می‌شود. عضوهای شورای عالی این جمعیت بنیان‌گذاران و مسولین امور بهداشتی و آموزشی کشور می‌باشند. وزیر بهداری، وزیر آموزش و پرورش، رئیس دانشگاه تهران و رئیس دانشکده پزشکی دانشگاه تهران عضو شورای عالی هستند. هیئت مدیره پنج نفری جمعیت برگزیده از جانب شورای عالی برای دو سال می‌باشد. فرح پهلوی بازرس عالی را برای درازای یک سال منصوب می‌کند. هدف این جمعیت ساختن و اداره مرکز طبی کودکان در تهران بود. جمعیت طرفداران مرکز طبی کودکان هزینه ساخت بیمارستان و تمامی تجهیزات بخش‌های گوناگون آن را پرداخت.
شورای عالی بهداشت:به ریاست عالیه فرح پهلوی در آذر ماه ۱۳۲۹ از تصویب مجلسین گذشت. این شورا مطالعه و اظهار نظر در کلیه امور مهم مربوط به بهداشت عمومی مانند قوانین و آیین‌نامه‌های مربوط به: مبارزه با بیماری‌های واگیر، بهداشت کودکان، کارخانجات و کارگران و زندان و غیره. همچنین مطالعه و اظهار نظر راجع به بروز اپیدمی‌های سخت، بهداشت عمومی چون آب آشامیدنی، کلیه مقررات مربوط به رفع مزاحمت‌های بهداشتی و مسایل با بهداشت عمومی، اعزام پزشکان و کارمندان فنی وزارت بهداری به خارج برای شرکت در کنگره‌های پزشکی، استخدام متخصصین بهداشتی خارجی برای وزارت بهداری، بررسی و تهیه مقالات و گفتارهای بهداشتی به منظور روشن نمودن اذهان عامه و غیره می‌باشد.
دیگر سازمان‌های زیر ریاست عالیه فرح پهلوی در بهداشت و درمان از این قرار می‌باشند:
سازمان ملی انتقال خون ایران،
جمعیت بهزیستی ایران (اکنون سازمان بهزیستی)
انستیتو پاستور

## فرهنگ و هنر

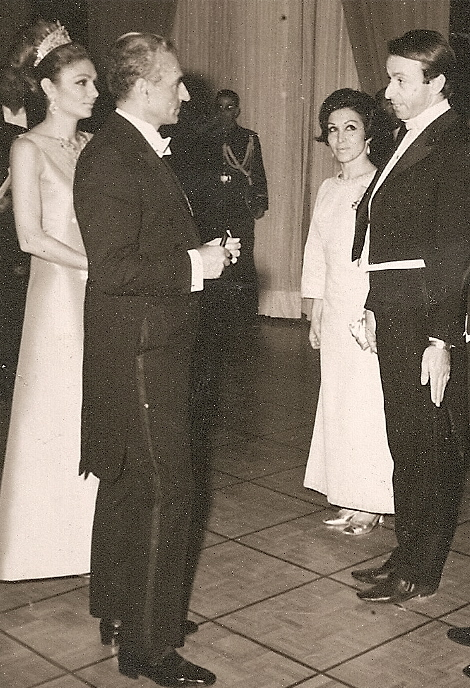
محمدرضا پهلوی و فرح پهلوی روز گشایش تالار رودکی با رابرت وارن

جشن هنر شیراز، فرح پهلوی و موریس بژار ۱۳۵۰

سازمان ملی فولکلور ایران: سازمان فولکلور ملی ایران در خرداد ماه ۱۳۴۶ برای گردهم آوری، گسترش، پراکندن و پخش ترانه‌ها، لباس‌ها، سازهای موسیقی محلی، و ضبط و یادداشت آهنگ‌های بومی و رقص‌های محلی ایران در تهران گشایش یافت. این سازمان از دانشسرای هنر و هنرستان رقص‌های ملی و محلی تشکیل می‌شود. دانش آموختگان دانشسرای هنری به استخدام وزارت آموزش و پرورش درمی‌آمدند تا در دبستان‌ها و روستاها به دانش آموزان سرود و موسیقی محلی بیاموزند. فارغ‌التحصیلان هنرستان رقص‌های ملی و محلی سازمان فولکلور ایران برنامه‌های بیشماری از رقص‌های محلی ایران را در تالار رودکی و تالارهای دیگر تهران و شهرستان‌ها اجرا کردند و هر ساله در پادگان‌های سر تا سر کشور برای سربازان، درجه‌داران و افسران و خانواده آنان، هنرمندان گروه‌های آذربایجانی، گیلانی، مازندرانی، کردی، و آسوری برنامه‌های گوناگون خود را اجرا نمودند.
تالار رودکی: ۳ آبان ۱۳۴۶ محمد رضا پهلوی و فرح پهلوی تالار رودکی را گشودند. این تالار برای اجرای کنسرت‌های موسیقی ایرانی و اروپایی به ابتکار فرح پهلوی بنا شد. در کنار کنسرت‌های هنرمندان ایرانی، ویولونیست‌ها، پیانیست‌ها و رهبران ارکستر نامی جهان چون هنریک شرینگ، کلادیو آرائو در تالار رودکی کنسرت دادند. موریس بژار با همکاری هنرمندان ایرانی رقصی را طراحی کرد که در تخت جمشید در جشن‌های ۲۵۰۰ ساله شاهنشاهی ایران به اجرا درآمد. رهبر نامی کنسرت هربرت فون کارایان، ارکستر مجلسی اشتوتگارت و برلین فیلارمونیک و دیگر گروه‌های اپرا و باله و ارکستر مجلسی و هم چنین نابغه پانتومیم ماسل مارسو در تالار رودکی برنامه اجرا کردند.
کانون پرورش فکری کودکان و نوجوانان: در دی ماه سال ۱۳۴۴ بنیان شد. ایجاد کانون در راستای فراگیر کردن کتاب‌خوانی بین کودکان و نوجوانان و به دنبال چاره اندیشی برای پرکردن هنگام فراغت گروه نوجوانان ایران و فراهم آوردن آموزش و سرگرمی برای آن‌ها بود. کانون پرورش زیر نظر هیئت امنا، هیئت مدیره و مدیر عامل اداره می‌شد. کتابخانه‌های کانون برای کودکان و نوجوانان ایجاد شد تا بتوانند میزان آگاهی و دانش خود را بیازمایند و نوآوری‌های خود را آزمایش کنند. این کتابخانه‌ها برای بالا بردن آگاهی نوجوانان ایران در بخش‌های گوناگون برنامه‌ریزی شده بود. برنامه‌هایی به کوشش کانون برای پرورش استعدادهای کودکان و نوجوانان همانند داستان سرایی، آشنایی به کتاب‌های نوین چاپ شده، آشنایی با شخصیت‌های علمی و هنری و تاریخی ایران و جهان، آشنایی با سرزمین‌ها، قوم‌ها، ملت‌ها، و نژادها، نمایش فیلم، برنامه‌های گفتگو و انتقاد در زمینه‌های گوناگون و دربارهٔ کتاب‌های کتابخانه، مسابقه‌های هوش و آمادگی ذهن، مشاعره، شطرنج، برگزاری نمایشگاه‌های گوناگون، بازدیدهای گروهی، آموزش نقاشی، آموزش موسیقی و گروه کر بچه‌ها و آموزش فیلم‌سازی گسترش داده شد. تئاتر دیگر بخشی از کانون بود که برنامه‌های فشرده و گسترده‌ای را پایه‌ریزی کرد تا نمایش‌هایی توسط کودکان برای کودکان به روی سن برود. چاپ کتاب، سینما، برگزاری فستیوال فیلم کودکان و نوجوانان، پژوهش‌های فرهنگی و هنری، و ساخت آرشیو فیلم از دیگر فعالیت‌های کانون بودند.
انجمن ملی روابط فرهنگی :انجمن روابط فرهنگی در سال ۱۳۴۵ بنیان شد. هدف این انجمن ایجاد پیوند فرهنگی و هنری در میان ملت‌ها و نیز شناساندن فرهنگ و هنر جهانی است. برنامه‌های انجمن در گسترش و آشناسازی فرهنگ و هنر ایران در خارج از کشور و فراهم نمودن راه‌های گوناگون برای آشنا ساختن مردم ایران با فرهنگ و هنر دیگر ملت‌ها می‌باشد. انجمن روابط فرهنگی با دعوت از هنرمندان و نویسندگان پر آوازه خارجی به ایران و دادن بورس‌های مطالعاتی و فرستادن هنرمندان ایرانی برای نمایشگاه‌های هنری و اجرای برنامه موسیقی سنتی ایران به کشورهای خارجی فعالیت دارد.
بنیاد فرهنگ ایران: بنیاد فرهنگ ایران در مهر ماه ۱۳۴۳ برای پاس، گسترش، و پیشبرد زبان فارسی این میراث گرانبهای فرهنگ ایران بنیان شد. ریاست بنیاد فرهنگ ایران با  پرویز ناتل خانلری بود بنیاد فرهنگ ایران درنوشت و چاپ فرهنگ نامه‌ها و واژه‌نامه‌های فارسی، پژوهش و بررسی در دستور زبان فارسی، برگردان و چاپ آثار پژوهشی دربارهٔ فرهنگ ایران به زبان‌های دیگر و زبان فارسی نوشته شده باشد، گردآوری سندها و منبع‌ها برای بررسی و پژوهش در زبان و فرهنگ فارسی، پیشبرد و یاری به نگارش و چاپ هر گونه نوشتار یا خودآموزی که آموختن زبان فارسی روان را برای ایرانیان و خارجی‌ها ساده کند. یاری در بنیان کتاب‌خانه‌های همگانی و برانگیزاندن و پیشبردن زبانشناسان به پژوهش و بررسی در بهبود و درستی خط فارسی برای ساده کردن خواندن و به یاد سپردن واژه‌ها کوشش می‌کند. پس از انقلاب سال 1357، بنیاد فرهنگ ایران ابتدا با نام مؤسسه مطالعات و تحقیقات فرهنگی و سپس با عنوان پژوهشگاه علوم انسانی و مطالعات فرهنگی به فعالیت خود ادامه داد.
سازمان جشن هنر شیراز: برای سازمان دادن به جشن هنر شیراز در سال ۱۳۴۶ با ۳۳ نفر عضو هیئت امنا و ۵ عضو هیئت مدیره و کمیته‌های تئاتر، موسیقی، سینما و نمایشگاه‌ها و دفاتر پروژه‌های فنی، مالی، و پذیرایی و روابط عمومی آغاز به کار کرد. این سازمان تهیه و تدارک برنامه‌های فستیوال نمایشی و موسیقی جشن هنر شیراز، انجام سایر فعالیت‌های هنری برای عرصه کردن هنر در جنب جشن هنر شیراز و برقراری پیوندها و همکاری با سازمان‌های جهانی هنری و تبادل برنامه‌های هنری برای جشن هنر شیراز را بر عهده داشت.
تئاتر شهر: تهران بزرگ‌ترین مجموعه نمایش تئاتر ایران است. پروژه ساختن مجموعه تئاتر شهر برای اجرای تئاتر در سال ۱۳۴۷ تصویب شد و ساختمان تئاتر شهر در تاریخ ۷ بهمن ۱۳۵۱ آماده بهره‌برداری شد. تئاتر شهر با قطعه باغ آلبالو آنتوان چخوف به کارگردانی آربی آوانسیان گشوده شد. در آغاز تئاتر شهر و اجرای تاترها زیر سرپرستی سازمان جشن هنر شیراز بود ولی پس از چندی به سازمان رادیو تلویزیون ملی ایران واگذار شد.
مؤسسه آسیایی دانشگاه پهلوی: در سال ۱۹۲۹ در نیویورک بنیان شد. این مؤسسه در سال ۱۳۴۵ به شیراز منتقل شد و در جای موزه شهرام به کار ادامه داد. این مؤسسه خیریه و وابسته به دولت می‌باشد. فعالیت‌های این مؤسسه در جهت شناساندن تاریخ و هنر و تمدن و فرهنگ ایران و پژوهش در پیوند آن با تغییرات فرهنگ کشورهای آسیایی و برگزاری دوره‌های آموزشی، ایران‌شناسی و نشست‌های علمی و جهانی، پژوهش‌های باستان‌شناسی و چاپ دستاوردهای آن است. مؤسسه آسیایی دانشگاه پهلوی وابسته به دانشگاه پهلوی شیراز می‌باشد و زبر سرپرستی یک مدیر عامل و هیئت مدیره اداره می‌شود.
انجمن فیلارمونیک تهران: در سال ۱۳۴۲ بنیان شد. ارکستر فیلارمونیک تهران به ریاست پرویز محمود در آبان ماه ۱۳۳۲ بنیان شد و پس از ده سال ارکستر زیر چتر پشتیبانی انجمن فیلارمونیک تهران به ریاست عالیه فرح پهلوی درآمد. این انجمن نهادی است غیرانتفاعی و همه درآمدهای آن برای گسترش و همگانی کردن موسیقی علمی استفاده می‌شود. هدف انجمن، گسترش موسیقی علمی و ایجاد انگیزه و راهنمایی دوستداران این هنر از راه دادن کنسرت‌ها، نشست‌های گوش دادن به صفحه‌های موسیقی و برگزاری سخنرانی‌ها دربارهٔ جنبه‌های علمی و فنی و تاریخی و فلسفی موسیقی و بنیان کتابخانه و چاپ مجلات موسیقی و غیره می‌باشد. استفاده از برنامه‌های انجمن بسیار ساده و ارزان در دسترس دوستداران این موسیقی است.
بنگاه ترجمه و نشر کتاب: در سال ۱۳۳۳ به فرمان محمدرضا پهلوی بنیان شد. هدف از بنیان بنگاه این است که از راه برگردان و چاپ کتاب‌های مهم جهان به زبان فارسی مردم کشور را از بهترین کارهایی که با انگیزه و اندیشه بشری در دوران گوناگون آفریده و بر روی کاغذ آمده برخوردار سازند تا این سبب نیرومند کردن فکر و برانگیختن خوانندگان گردد و نیز با برگردان کتاب‌های ارزنده در راه گسترش و پیشرفت زبان فارسی به کوشد و آن را به کمک آثار و اندیشه‌های نو پربارتر سازد. هم چنین فن برگردان و نویسندگی را پیشرفت دهد و با ترجمه مقالات در پیشبرد پژوهش‌های علمی و نیز با برگردان کتاب‌ها دربارهٔ ایران، مردم جهان را با تاریخ و تمدن کهن ایران آشنا سازد.
سازمان گفتگوی فرهنگ‌ها: در سال ۱۳۵۵ بنیان شد. هدف این سازمان ایجاد پیوند میان فرهنگ‌ها در سطح جهانی بود. نخستین سمینار این سازمان در سال ۱۳۵۷ با شرکت کشورهای اروپایی، ژاپن و مصر در ایران برگزار شد.
جشنواره توس: ۲۳ تیر ۱۳۵۴ خورشیدی در تالار فردوسی دانشکده ادبیات دانشگاه مشهد نخستین جشنواره توس گشوده شد. برگزاری جشنواره توس برای بزرگداشت استاد ابوالقاسم فردوسی توسی و شاهنامه می‌باشد. جشنواره برای زنده کردن روح جوانمردی از راه بازگو کردن داستان‌های حماسی، اخلاقی و پهلوانی است و بازگشت به ریشه‌های باستانی فرهنگ و اقوام ایرانی. جشن توس با ترتیب دادن برنامه‌های جانبی شامل نمایش، سینما، موسیقی، نقالی، ورزش باستانی، و نمایشگاه‌های بیشنار به یک فستیوال ملی تبدیل شده و شاهنامه و فردوسی را به میان مردم برد.
انجمن شاهنشاهی فلسفه: در سال ۱۳۵۲ بنیان شد و مدیریت آن به حسین نصر داده شد. اعضای دیگر انجمن احسان براقی، عبدالحسین زرین‌کوب، محسن فروغی، نادر نادرپور و سید جلال آشتیانی بودند.
جشن هنرهای مردمی اصفهان: در سال ۱۳۵۶ هفته جشن هنرهای مردمی اصفهان برای نخستین بار با حضور فرح پهلوی برگزار شد. در درازای هفت شبانه روز جشن، ده‌ها نمایشگاه در گوشه و کنار شهر بر پا شده بود که در همه آن‌ها گوشه‌هایی از زندگی سنتی مردم ایران به نمایش گذاشته شده بود. این نخستین بار بود که یک جشن مردمی و ملی و ایرانی بر پا می‌شد که موضوع آن زندگی مردم و اجراکننده آن نیز خود مردم بودند.

## آموزش و پرورش

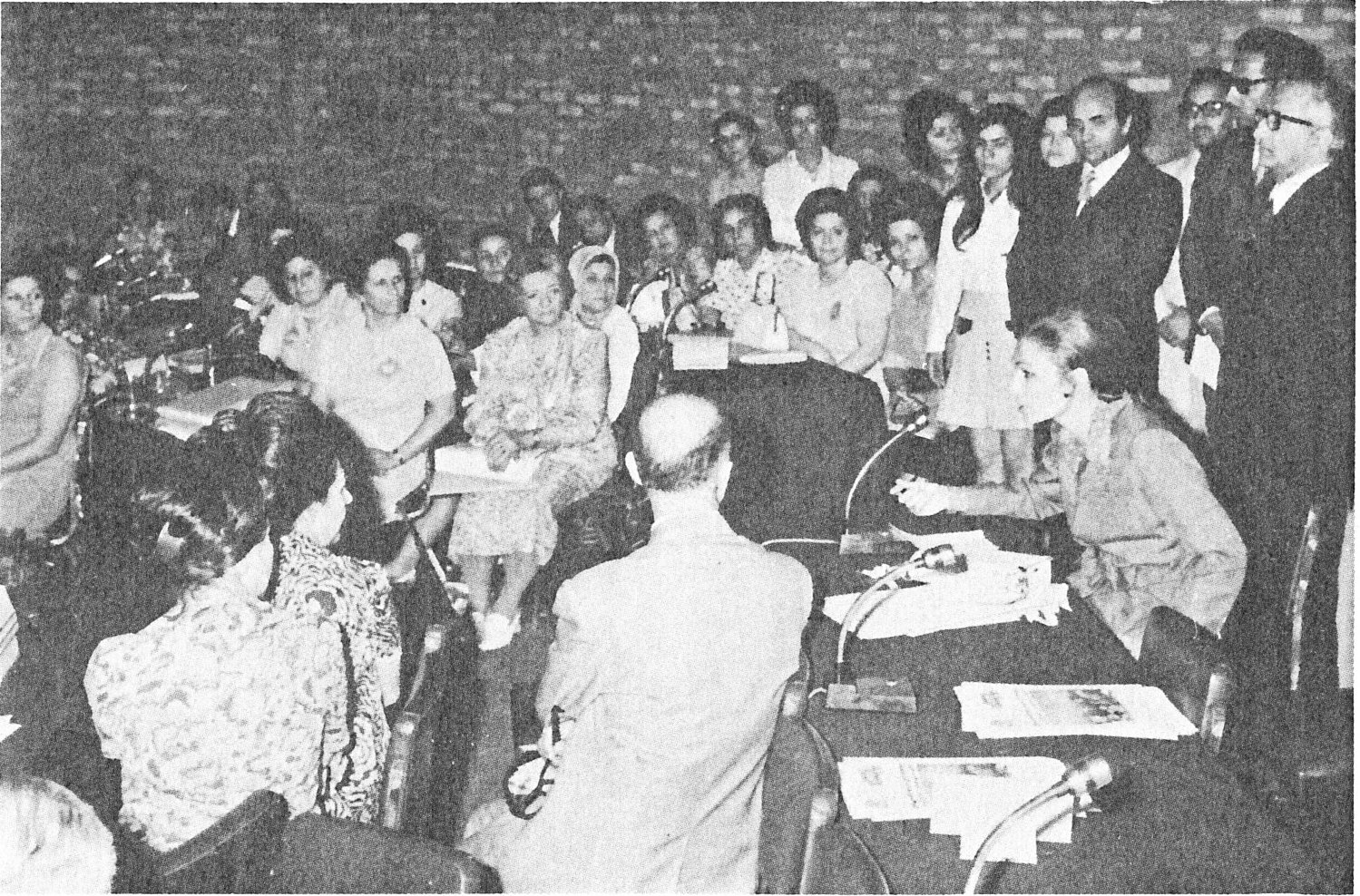
فرح پهلوی در کنفرانس سازمان‌های زیر ریاست عالیه

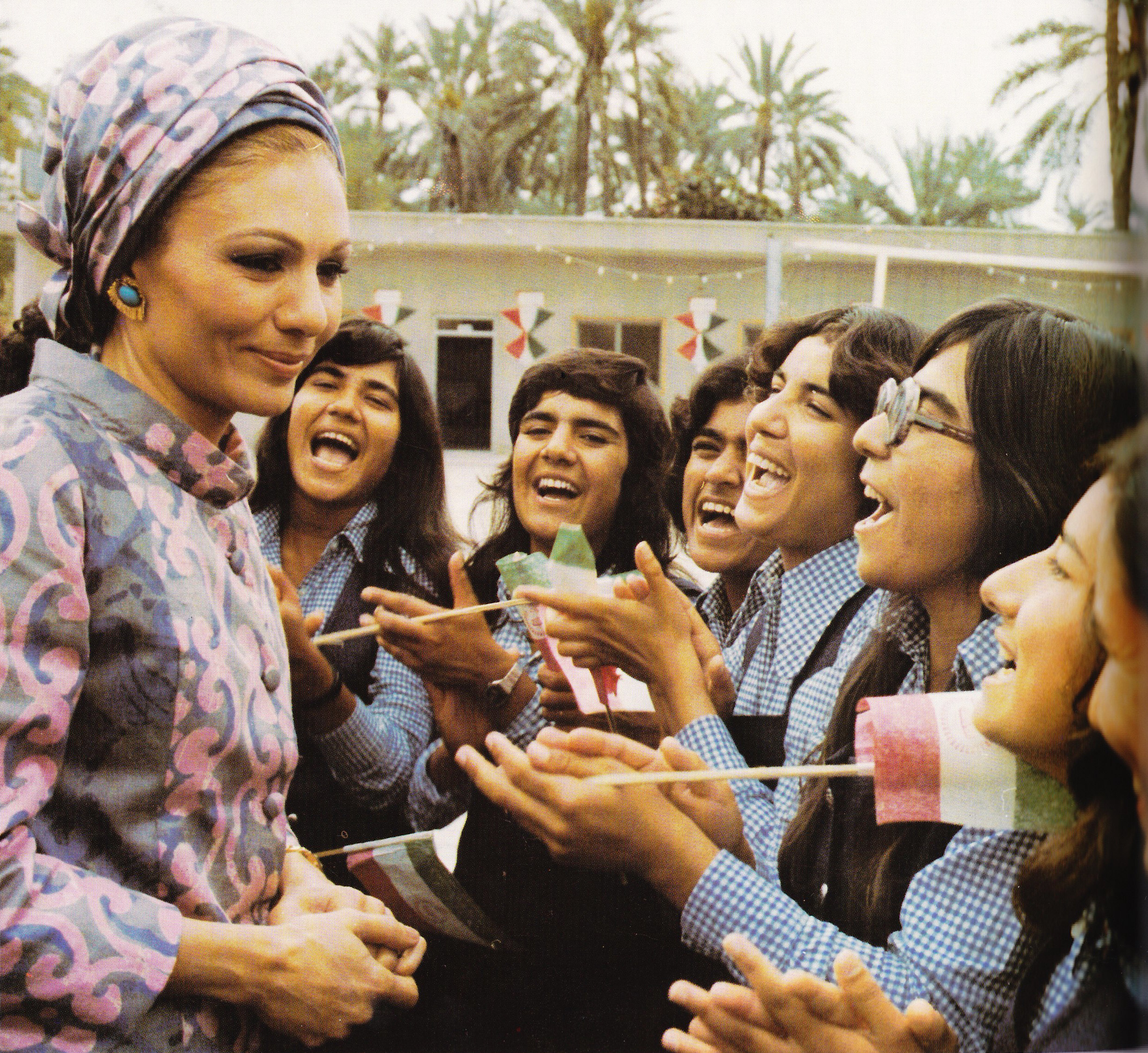
فرح پهلوی در بازدید از یک دبیرستان در جیرفت

دانشگاه فرح پهلوی: در ۳۰ فروردین ۱۳۵۴ گشایش یافت. پیشینه این دانشگاه به سال ۱۳۴۳ بر می‌گردد که گشایش مدرسه عالی دختران از تصویب شورای مرکزی دانشگاه‌های ایران گذشت. در سال ۱۳۵۴ مدرسه عالی دختران از نظر حقوقی به یک سازمان آموزشی دولتی غیرانتفاعی تبدیل شد و در ردیف دانشگاه‌های کشور درآمد و زیر ریاست عالیه فرح پهلوی گسترش یافت. تا سال ۱۳۵۷ دانشگاه فرح پهلوی دارای چهار دانشکده علوم پایه، ادبیات و علوم انسانی، علوم مدیریت و اقتصاد و هنر بود. دانشگاه فرح پهلوی بسیار مدرن و مجهز است و دارای خوابگاه دختران، مهد کودک، آمفی تئاترها، استخرها، رستوران‌ها، و سالن ورزش می‌باشد.
کانون کارآموزی کشور: در سال ۱۳۳۷ به ریاست عالیه فرح پهلوی گشایش یافت. کانون کار آموزی کشور برای نگهداری و آموزش و پرورش شهروندان مستمند کشور و در راه پیکار با بیکاری و ولگردی و گدایی و آماده ساختن آن‌ها برای آغاز به پیشه‌ای که در کانون آموخته‌اند بنیاد شد. کانون کارآموزی کشور دارای هیئت مدیره است که ریاست آن با وزیر دربار شاهنشاهی است. امور فنی و مالی کانون در دو کمیسیون فنی و مالی مورد بررسی قرار می‌گیرد. در شهرستان‌ها مدیریت کانون را هیئت مدیره محلی، مدیران عامل محلی و هیئت نظارت محلی بر عهده دارند. ریاست هیئت در شهرستان‌ها برعهده استاندار یا فرماندار آن است.
سازمان ملی پیش آهنگی - پیش آهنگی دختران: زیر نظر سازمان ملی پیش آهنگی ایران با سرپرستی شورای عالی پیش آهنگی ایران و هیئت مدیره اداره می‌شود. پیش آهنگی دختران در سال ۱۳۳۶ بنیان شد و آغاز به کار کرد. هدف از ایجاد این سازمان آموزش روحی و جسمی دختران بر اساس پیشاهنگی جهانی و برتری‌های ملی و رشد اجتماعی بیشتر آنان برای زندگی بهتر می‌باشد. فعالیت‌های پیش آهنگی در واحدهای آموزشی و اردوها، جمبوری‌ها و خانه‌های پیش‌آهنگی انجام می‌گیرد.
آموزشگاه نابینایان رضا پهلوی: در سال ۱۳۴۳ گشاده شد. کلاس‌های این آموزشگاه برای جوانان نابینای علاقه‌مند به موازات سایر واحدهای وزارت آموزش و پرورش که هدف آن گسترش آموزش بین جوانان و اجرای برنامه‌هایی در جهت پرورش شخصیت آنهاست. آموزشگاه زیر سرپرستی هیئت مدیره و مدیر عامل و معاونین اداری و مالی و شبانه‌روزی است. در سال ۱۳۴۵ دختران نابینا نیز از سرتا سر کشور در این آموزشگاه پذیرفته شدند و خوابگاه دختران و اداره سرپرستی در آموزشگاه گشوده شد. دانش آموزانی که دبستان و دبیرستان را به پایان رسانده‌اند می‌توانستند در کلاس‌های کوتاه مدت حرفه‌ای شرکت کنند.
دانشگاه فارابی: در سال ۱۳۵۶ در سپاهان گشوده شد. هدف از ایجاد دانشگاه فارابی، نگهداری و گسترش فرهنگ ایرانی و آشنایی ایرانیان با دیگر فرهنگ‌های گیتی بود. برنامه آموزشی این دانشگاه در سه سطح دیپلم‌های ویژه، لیسانس، فوق لیسانس می‌باشد. رشته‌های شانزده‌گانه دانشگاه فارابی در شهرهای دیگر ایران چون سپاهان، یزد، همدان درس داده می‌شد. در شهر سپاهان و در پردیس‌ها رشته‌های بازسازی و ترمیم اشیا، شهرسازی و بازسازی شهرهای قدیمی بنیان شده بود.
شورای عالی آموزش و پرورش: شهریور ماه ۱۳۴۵ کمیسیون آموزش و پرورش مجلس شورای ملی و مجلس سنا این شورا را تصویب کرد. وظایف آن مطالعه و اظهار نظر دربارهٔ خط مشی کلی آموزش و پرورش کشور و سازمان اداری وزارت آموزش و پرورش و هر گونه تغییر در دوره‌های تحصیلی، بررسی و تصویب دستور تحصیلات و برنامه‌های کلیه مدارس و موسسات تربیتی اعم از کودکستان و ابتدایی و متوسطه و فنی و حرفه‌ای و دانشسراها و کلاس‌های راهنمایان آموزشی، تطبیق کتب درسی با برنامه‌های مصوب شورا طبق آیین‌نامه خاص، تصویب آیین‌نامه‌های عمومی مدارس و اساسنامه سازمان‌های آموزشی نوین، تصویب آیین‌نامه‌های امتحانات و داخلی شورا، تأسیس مدرسه‌های متوسطه و حرفه‌ای، استخدام آموزگاران، رسیدگی به مدارک تحصیلی از مدارس خارج از کشور و غیره می‌باشد.
فرهنگستان علوم ایران - یکی از فرهنگستان‌های ایران بود این فرهنگستان در زیر چتر بنیاد شاهنشاهی فرهنگستان‌های ایران که تیر ماه ۱۳۵۳ به تصویب مجلس شورای ملی و خرداد ۱۳۵۳ به تصویب مجلس سنا رسید. بنیاد شاهنشاهی فرهنگستان‌های ایران که به منظور پیشرفت در رشته‌های گوناگون فرهنگ و هنر و دانش و شناسایی کامل فرهنگ باستانی کشور بنیان‌گذارده شد سازمانی بود پژوهشی که دربرگیرنده فرهنگستان زبان ایران، فرهنگستان ادب و هنر ایران و دیگر فرهنگستان‌های دیگر وزارت فرهنگ و هنر بود.
دیگر سازمان‌های زیر ریاست عالیه فرح پهلوی در آموزش و پرورش و پژوهش بدین قرارند:

## رفاه اجتماعی

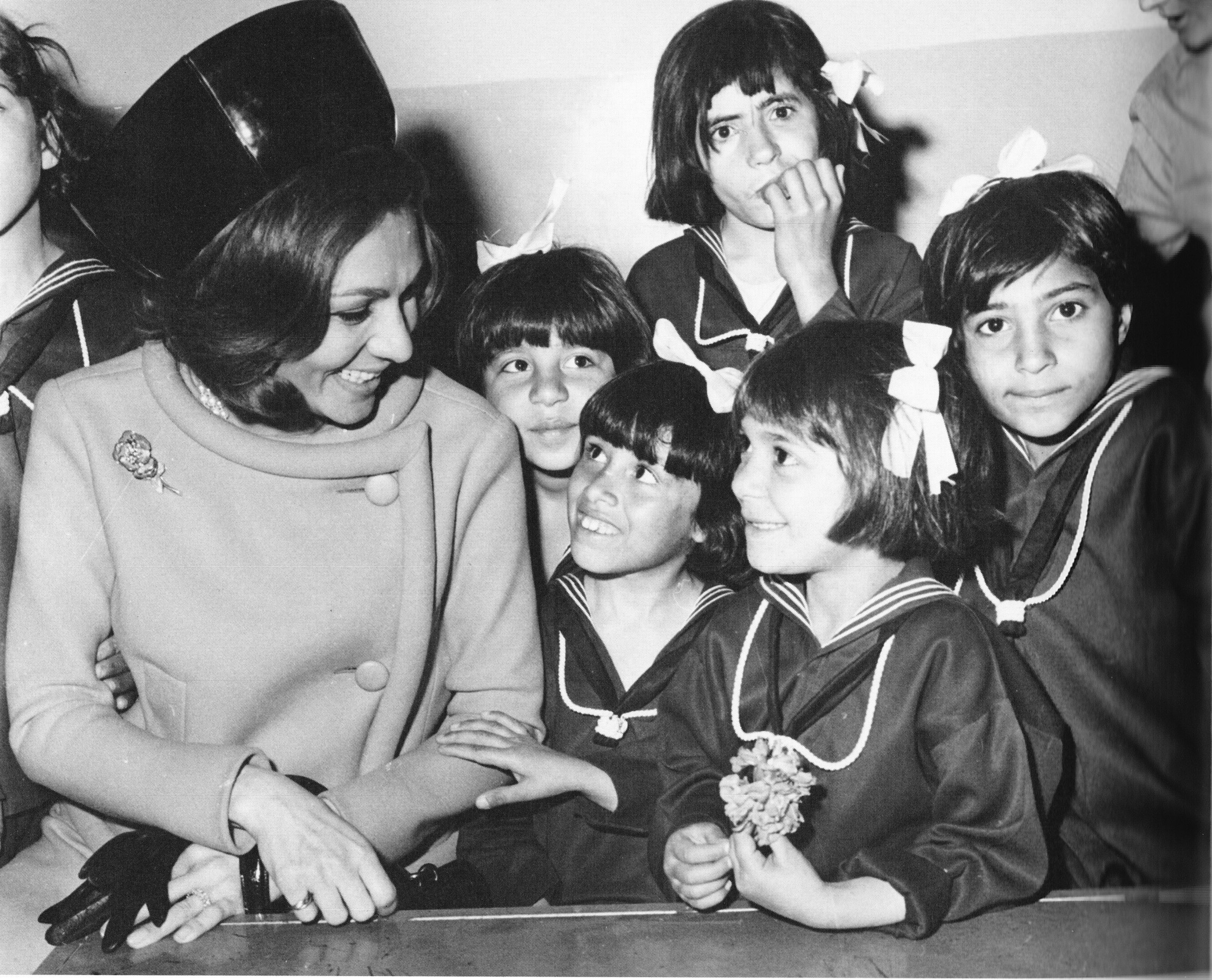
با کودکان در پرورشگاه جمعیت خیریه فرح پهلوی خرمشهر

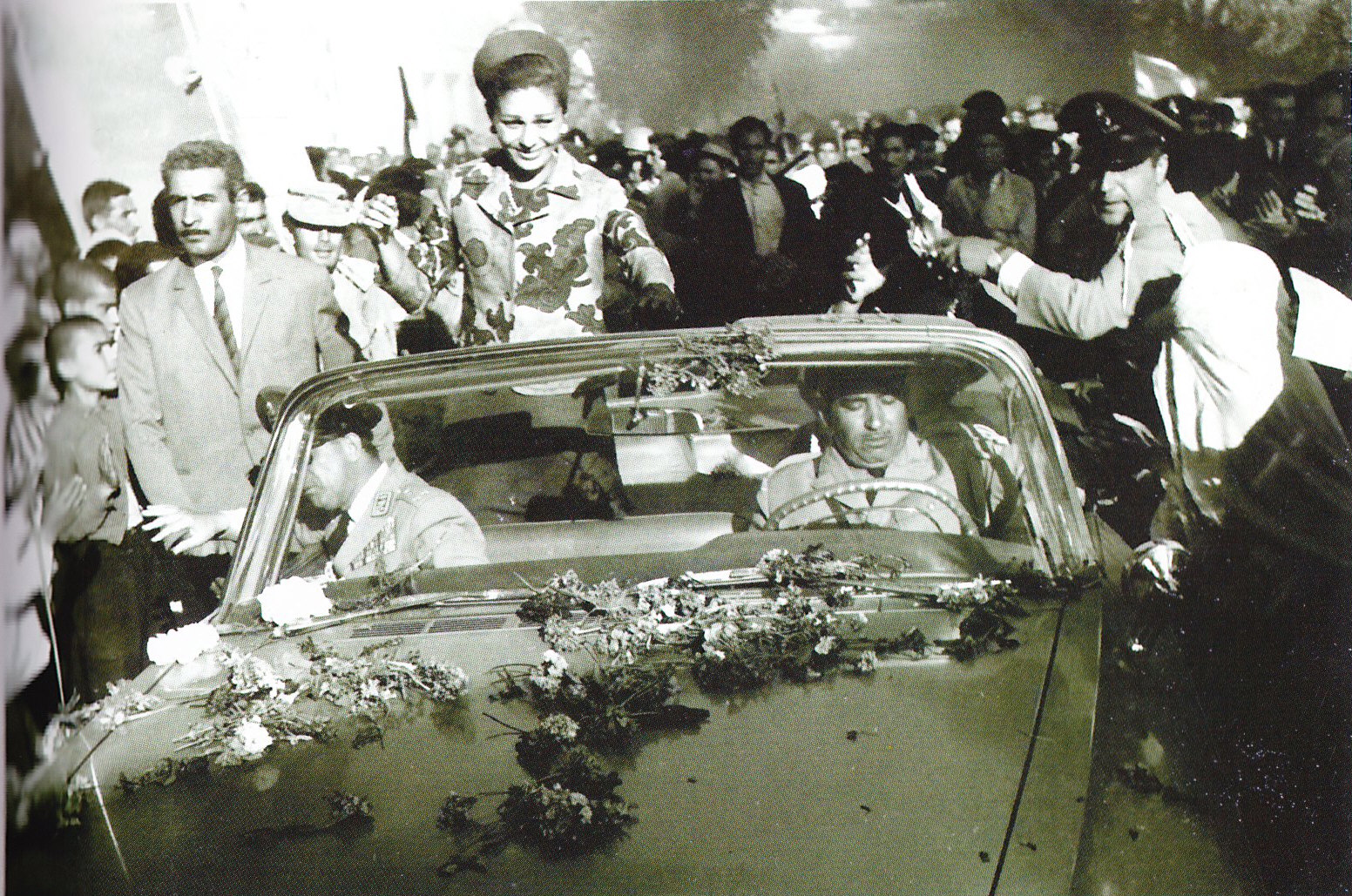
فرح پهلوی در بازدید از قروه

جمعیت حمایت کودکان بی سرپرست: در سال ۱۳۴۵ به ریاست عالیه فرح پهلوی بنیان شد. این جمعیت سرپرستی و آموزش و پرورش کودکانی را بر عهده دارد که یا سرپرست ندارند یا سرپرست آنان در خور و مناسب برای پرورش کودک نیست. ۱۵۰ مددکار متخصص در امور کودکان بی سرپرست جهت جا دادن این گونه کودکان در خانواده یا پرورشگاه و سرپرستی آنان و ۳۰۰ مربی کودک جهت خدمت در خانه‌های کودک تربیت شدند و همچنین ده طرح نمونه جهت نگهداری از اطفال بی‌سرپرست به اجرا درآمد.
فدراسیون ورزشی کر و لال‌ها: در سال ۱۳۳۴ در تهران بنیان شد. هدف از ایجاد آن گسترش و رواج ورزش میان کر و لال‌های ایران بر پایه مقررات و اساس فنی جهانی و نیز شرکت دادن آن‌ها در مسابقه‌های داخلی و خارجی بود. فدراسیون ورزشی کر و لال‌ها، سازمانی است مستقل و دارای یک تشکیلات مرکزی در تهران و هیئت ورزشی کر و لال‌ها در هر شهرستان. سازمان مرکزی فدراسیون از یک هیئت مدیره هفت نفری و کمیسیون‌های فنی و مسابقه‌ها و داوری است که از پنج نفر تشکیل می‌شود. رئیس هیئت ورزشی کر و لال‌های هر شهرستان بر پایه پیشنهاد فدراسیون ورزشی کر و لال‌های ایران و تأیید سازمان تربیت بدنی بومی برگزیده می‌شود.
شورای عالی شهرسازی: شورای عالی شهرسازی سازمانی است که در وزارت آبادانی و مسکن تشکیل شد و از سال ۱۳۴۴ آغاز به کار نمود. این شورا تعیین اولویت طرح‌ها، بررسی و تصویب آیین‌نامه‌های شهرسازی، و تعیین و تصویب معیارهای ساختمانی و بررسی قوانین شهرسازی را بر عهده دارد. هدف‌های اساسی شورای عالی شهرسازی برگزیدن سیاست همگانی شهرسازی و هماهنگ کردن برنامه‌های شهرسازی با برنامه‌های عمرانی؛ بررسی و تصمیم‌گیری دربارهٔ جلوگیری از گسترش بی‌رویه شهرها تا زمانی که طرح جامع برای آن‌ها تهیه نشده‌است و تهیه نقشه جامع برای شهرهای کشور و اجرای طرح‌های نام برده برای آن شهرها. نوسازی در شهرها می‌بایستی به فرمی انجام شود که با تغییرهای اقتصادی و اجتماعی حال و آینده و نیز با شرایط ویژه جا و مکان سازگار باشد. طرح‌های جامع شهرها دستاوردهای مثبتی داشت که در سرو سامان دادن به وضع شهرها به تدریج نمودار شد. اهمیت طرح‌های جامع شهرها بدین بود که نه تنها برای از بین بردن سختی‌ها و مشکلات شهری و چگونگی بافت ترمیم بافت قدیمی آن‌ها چاره‌جویی‌ها و پیشنهادهای اساسی می‌شد بلکه با پیش‌بینی تغییرات اجتماعی، اقتصادی و جمعیتی شهرهای ایران همه گونه تأسیسات و تجهیزات که بتواند جواب گوی نیازهای آینده مردم این شهرها باشد در نظر گرفته شد.
شورای عالی رفاه اجتماعی: شورای عالی رفاه اجتماعی یکی از شوراهای عالی زیر ریاست عالیه فرح پهلوی بود. این شورا ایجاد صندوق‌های جداگانه یا متمرکز برای حمایت از کارمندان در برابر پیری و از کارافتادگی یا در صورت مرگ با توجه به نوع کار موسسات و مشخصات اجتماعی کارمندان را بر عهده داشت. شورای عالی رفاه اجتماعی آیین‌نامه و ضابطه‌های ادامه کار صندوق‌های بازنشستگی کارمندان سازمان‌ها را که در تاریخ تصویب قانون حمایت کارمندان در برابر اثرات ناشی از پیری و از کار افتادگی و فوت وجود داشته‌اند اعلام و تأیید می‌کرد. این شورا نحوه جابجایی انتقال منابع مالی به صندوق مربوط و تعیین بهترین راه استفاده بیمه‌شدگان از مزایا و همچنین برای تعیین مناسب‌ترین راه بهره‌برداری از منابع مالی صندوق‌های حمایت کارمندان بررسی‌های مورد نیاز را به عمل می‌آورد.
شورای عالی اطلاعات و جهانگردی: این شورای در تیر ۱۳۵۴ به تصویب کمیسیون‌های پارلمانی مجلس شورای ملی و سنا رسید. شورای عالی اطلاعات و جهانگردی زیر ریاست عالیه فرح پهلوی عهده‌دار تعیین و ترسیم خطوط اصلی سیاست اطلاعاتی و جهانگردی کشور، نظارت بر اجرای مصوبات و سیاست‌های داده شده به دستگاه‌های اجرایی، تعیین خط مشی کلی در مورد اداره امور و نحوه گردش کار مرکز خانه‌های ایران و شعب آن در خارج از کشور، اعلام نظر کلی در مورد امور مربوط به تأسیسات پذیرایی کشور و تصویب برتری‌ها در مورد اجرای برنامه‌ها، گرفتن تصمیم نسبت به سایر موردهایی که به سبب نیازهای ویژه از طرف وزیر اطلاعات و جهانگردی به شورا پیشنهاد می‌شود.
دیگر سازمان‌های زیر ریاست عالیه فرح پهلوی در رفاه اجتماعی بدین قرار هستند:
سازمان ناشنوایان ایران
سازمان نابینایان ایران